# Ljudmila Vaütjok
Ljudmila Anatoleüna Vaütjok (belarusiska: Людміла Анатолеўна Ваўчок, ryska: Людмила Волчёк: Ljudmila Voltjok), född 19 juni 1981 i Smіlavіtjy i Vitryska SSR i Sovjetunionen (nu Belarus), är en belarusisk paralympier, roddare och längdåkare. Hennes främsta merit är guldmedalj i längdskidåkning 10 km sittande vid paralympiska vinterspelen 2006.

## Medaljskörd vidParalympiska spelen
- Silver i damernas singelsculler vid paralympiska sommarspelen 2008.
- Silver vid paralympiska vinterspelen 2006, längdskidåkning 2,5 km sittande.
- Silver vid paralympiska vinterspelen 2006, längdskidåkning 5 km sittande.
- Silver vid paralympiska vinterspelen 2006, längdskidåkning stafett 3x2,5 km.
- Guld vid paralympiska vinterspelen 2006, längdskidåkning 10 km sittande.